# Epidendrum boricuomutelianum
Epidendrum boricuomutelianum är en orkidéart som beskrevs av Eric Hágsater och Luis M. Sánchez. Epidendrum boricuomutelianum ingår i släktet Epidendrum och familjen orkidéer.
Artens utbredningsområde är Puerto Rico. Inga underarter finns listade i Catalogue of Life.